# Haymo van Faversham
Haymo van Faversham (Faversham, ca. 1200 - Anagni, 1244) was een Engels franciscaan. Hij was reeds magister aan de Universiteit van Parijs toen hij in 1226 intrad bij de franciscanen. Hij trad in te Parijs onder provinciale overste Gregorius van Napels. Al snel werd hij custos van Parijs. Verder doceerde hij theologie in Tours, Bologna en Padua. Vanaf 1236 zou hij het verzet tegen de generale overste Elias van Cortona hebben geleid. Van 1239 tot 1240 was hij provinciale overste van Engeland. Op 1 november 1240 werd hij verkozen tot generale overste van de orde. Onder zijn bewind werd het aantal provincies terug verminderd. Hij zorgde voor een "klerikalisering" van de orde; lekenbroeders werden onder meer uitgesloten voor hogere ambten in de orde. Hij moedigde studeren aan in combinatie met handarbeid in plaats van bedelen. Hij voerde ook liturgische hervormingen door. Onder zijn bewind werd ook Gregorius van Napels afgezet als provinciaal en opgesloten. Hij stierf in 1244 te Anagni.